# Malužiná (potok)
Malužiná – potok górski (rzeka IV rzędu) na słowackim Liptowie, prawostronny dopływ Bocy w dorzeczu Wagu. Długość cieku wynosi 9,8 km. Cały tok w granicach Parku Narodowego Niżne Tatry.
Źródła znajdują się w Tatrach Niżnych (Kráľovohoľskie Tatry), pod głównym grzbietem niżnotatrzańskim, na wschodnich stokach szczytu Vrbovica (1394 m), na wysokości około 1250 m n.p.m. Płynie przeważnie w kierunku północno-zachodnim. W górnym biegu zbiera wody dwóch większych dopływów – jednego wpływającego do niej z lewej strony (Chorupniansky potok) i jednego z prawej (Hodruša), a w dolnym biegu – wody szeregu drobnych cieków z obu stron. Tuż powyżej zabudowań wsi Malužiná, na wysokości około 748 m n.p.m., wpada do Bocy
Całą długością doliny od Malužinej aż po domek służb leśnych (Žľaby, 1000 m n.p.m.) biegnie droga jezdna, niedostępna dla pojazdów spalinowych. Dolina jest niezamieszkana, znajduje się w niej jedynie kilka dawnych gajówek i domków myśliwskich. W górnej części doliny, na wysokości ok. 910 m n.p.m., źródło szczawy siarkowo-żelazistej o nazwie Malužinská kyslá. Jeszcze wyżej, na wysokości ok. 960 m n.p.m., sztuczny zbiornik wodny (Malužinský tajch), zbudowany w przeszłości w celu spławiania drewna.
Lokalnie, a także w różnych źródłach, występuje tez pod nazwami: Malužinka, Malužianka, Malúžňanka, Tajchovka, Vrbovica, Vrbovka. Najstarsza wzmianka o Maluzsina bach pochodzi z 1769 r. Oboczna nazwa Tajchovka związana jest ze wspomnianym tajchem. Tradycyjnie górny odcinek (powyżej tajchu) funkcjonował pod nazwą Vrbovica (od szczytu, spod którego wypływa), a nazwa Malužiná odnosiła się do odcinka poniżej zbiornika.
Całą długością doliny, aż po Malužinský tajch, biegnie szlak rowerowy. Dolnym odcinkiem doliny, aż po dawną gajownię Predné, biegnie niebiesko  znakowany szlak turystyczny z Malužinej na Sedlo pod Veľkým bokom.